# Sesbania bispinosa
Điển gai (danh pháp khoa học: Sesbania bispinosa) là một loài thực vật có hoa trong họ Đậu. Loài này được (Jacq.) W.Wight miêu tả khoa học đầu tiên.

## Hình ảnh

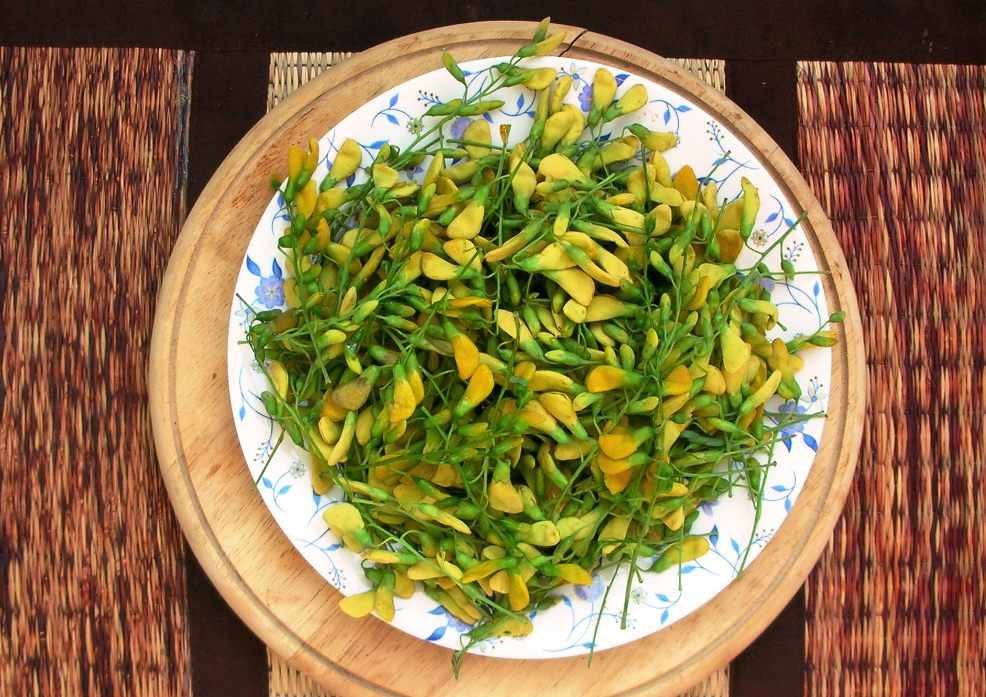
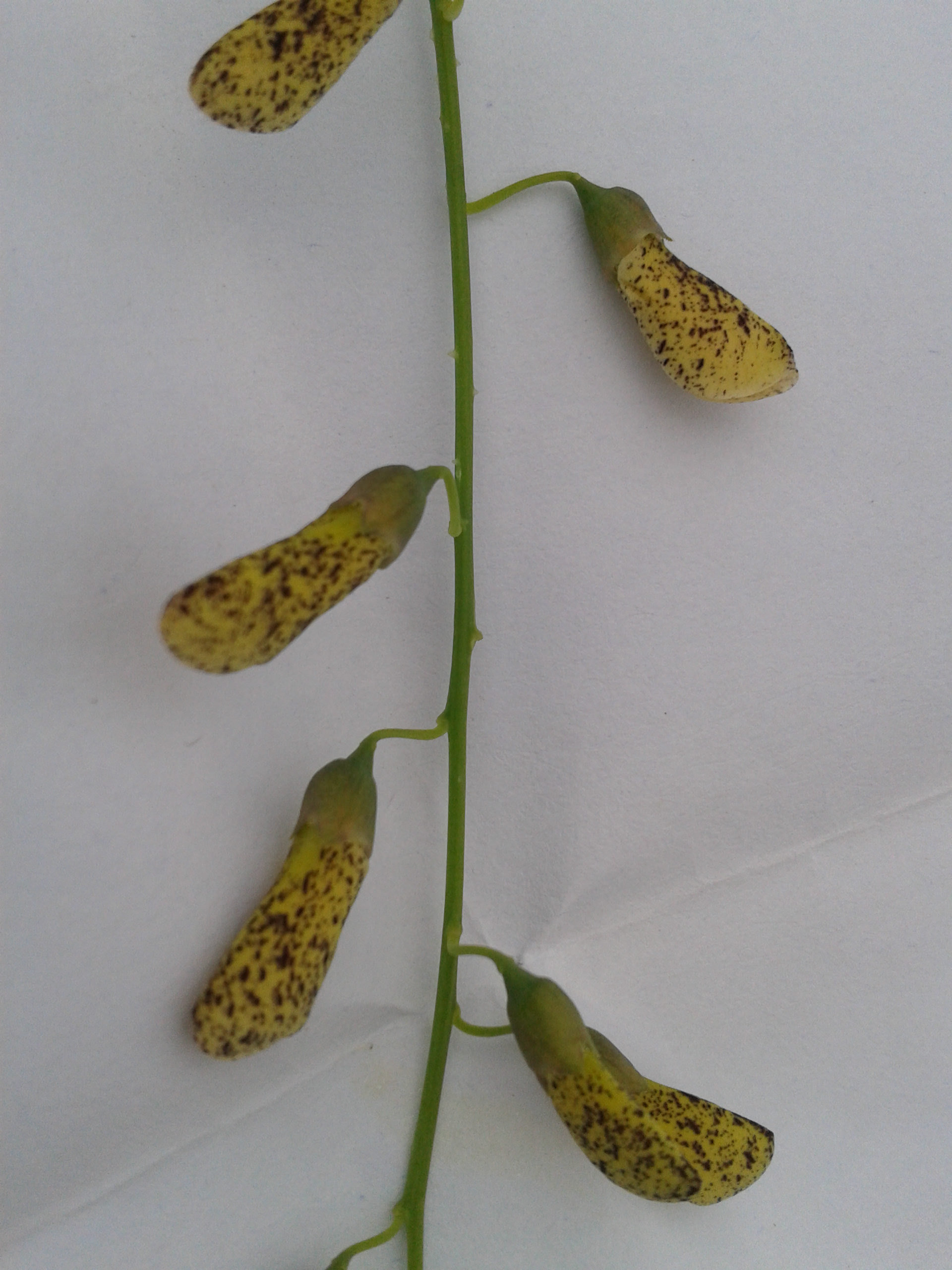
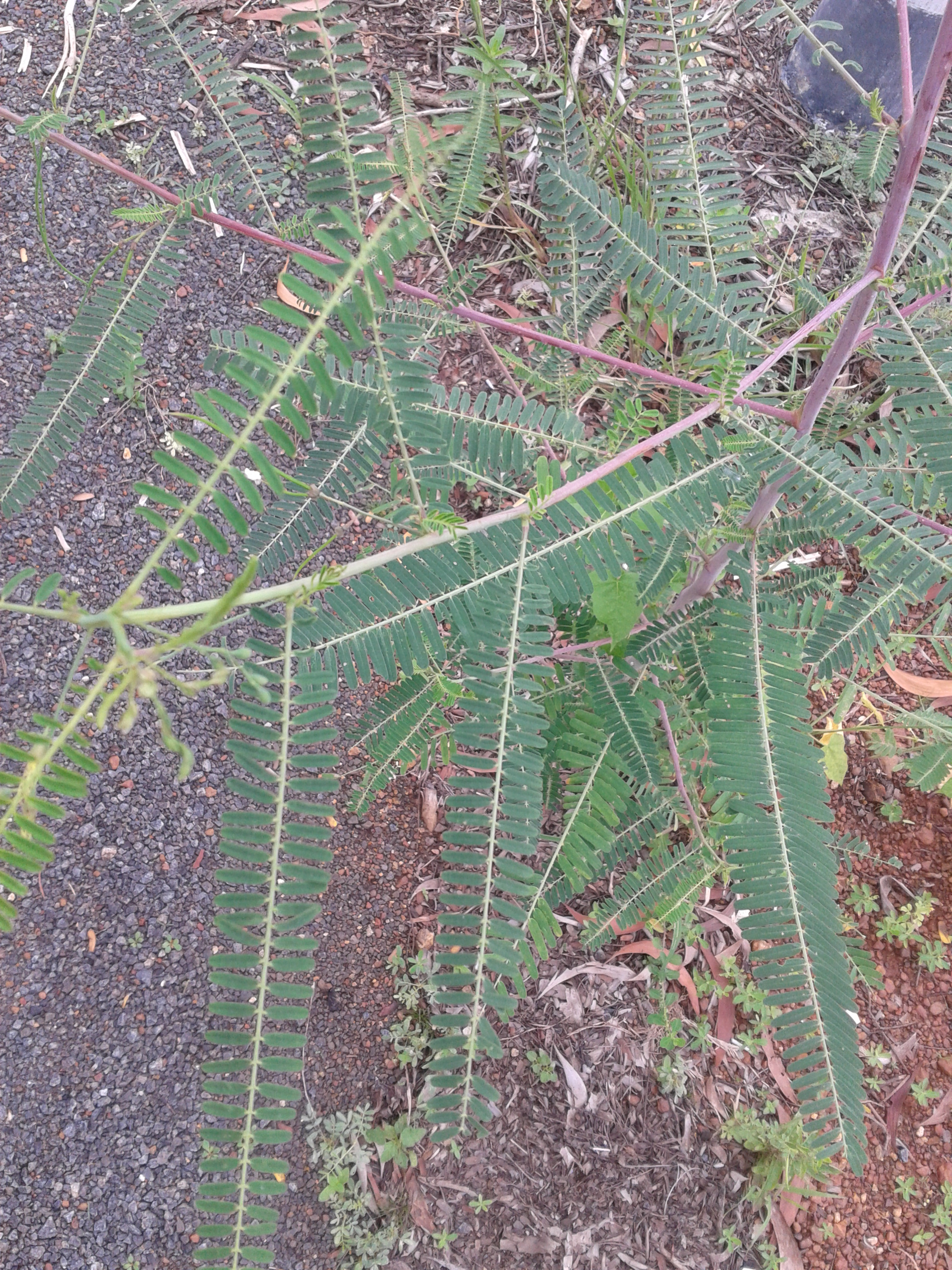